# 지안향

지안향의 위치

지안향(한국어: 길안향, 중국어: 吉安鄉, 병음: Jí'ān Xiāng)은 중화민국 화롄현의 향이다. 넓이는 65.2582km2이고, 인구는 2015년 8월 기준으로 83,030명이다.

## 지리
지안향은 화롄현 북동부에 위치하고, 북쪽은 화롄시와 서쪽은 슈린향과 남쪽은 서우펑향과 각각 접하고, 동쪽은 태평양에 접하고 있다. 인구는 현내 2위로, 화롄시에 뒤잇는 규모이다. 산지 및 해안 지대 이외에는 충적 평원에 위치하고 있기 때문에 지세는 평탄하다.

## 역사
지안향은 옛날에는 원주민인 아미족의 거주지이며 옛 이름은 치카소완(Tsikasowan)이다. 이것은 아미어로 '신이 많은 곳'이라는 의미이며, 한족에 의해 대만어로 거의 동음인 칠각천(七腳川)으로 표기되었다. 이후 대만총독부는 화롄 지구로의 일본인 이민촌의 건설을 적극적으로 추진했으며 1911년, 요시노 촌(吉野村)으로 개칭했고 1937년의 동부 지방 제도 개편 때 요시노 장(吉野庄)을 설치해 가렌코 청 가렌 군의 관할하에 두었다.
전후에 화롄현 지예향(吉野鄉)으로 개편되었지만, 吉野라는 지명은 일본을 강하게 연상시켰기 때문에 1948년에 지안 향으로 개칭되어 현재에 이르고 있다.

## 교통
- 타이완 철로관리국 타이둥 선